# LMCD1
LMCD1 (англ. LIM and cysteine rich domains 1) – білок, який кодується однойменним геном, розташованим у людей на 3-й хромосомі. Довжина поліпептидного ланцюга білка становить 365 амінокислот, а молекулярна маса — 40 833.
| 10         |  | 20         |  | 30         |  | 40         |  | 50         |
| ---------- |  | ---------- |  | ---------- |  | ---------- |  | ---------- |
| MAKVAKDLNP |  | GVKKMSLGQL |  | QSARGVACLG |  | CKGTCSGFEP |  | HSWRKICKSC |
| KCSQEDHCLT |  | SDLEDDRKIG |  | RLLMDSKYST |  | LTARVKGGDG |  | IRIYKRNRMI |
| MTNPIATGKD |  | PTFDTITYEW |  | APPGVTQKLG |  | LQYMELIPKE |  | KQPVTGTEGA |
| FYRRRQLMHQ |  | LPIYDQDPSR |  | CRGLLENELK |  | LMEEFVKQYK |  | SEALGVGEVA |
| LPGQGGLPKE |  | EGKQQEKPEG |  | AETTAATTNG |  | SLSDPSKEVE |  | YVCELCKGAA |
| PPDSPVVYSD |  | RAGYNKQWHP |  | TCFVCAKCSE |  | PLVDLIYFWK |  | DGAPWCGRHY |
| CESLRPRCSG |  | CDEIIFAEDY |  | QRVEDLAWHR |  | KHFVCEGCEQ |  | LLSGRAYIVT |
| KGQLLCPTCS |  | KSKRS      |  |            |  |            |  |            |

A: Аланін

C: Цистеїн

D: Аспарагінова кислота

E: Глутамінова кислота

F: Фенілаланін

G: Гліцин

H: Гістидин

I: Ізолейцин

K: Лізин

L: Лейцин

M: Метіонін

N: Аспарагін

P: Пролін

Q: Глутамін

R: Аргінін

S: Серин

T: Треонін

V: Валін

W: Триптофан

Кодований геном білок за функціями належить до репресорів, фосфопротеїнів. 
Задіяний у таких біологічних процесах, як транскрипція, регуляція транскрипції, альтернативний сплайсинг. 
Білок має сайт для зв'язування з іонами металів, іоном цинку. 
Локалізований у цитоплазмі, ядрі.